# Attention Please!
Attention Please! (アテンションプリーズ Atenshon Purīzu?), también conocida en español como ¡Atención, por favor!, es una serie de televisión japonesa de comedia dramática transmitida por Fuji TV desde el 18 de abril, hasta el 27 de junio de 2006, protagonizada por Aya Ueto. La serie retrata la formación de las auxiliares de vuelo o TCP de la aerolínea Japan Airlines, como una adaptación del manga homónimo de Chieko Hosokawa, que ya había sido retratado en 1970 por TBS-TV.

## Argumento
Misaki Yôko (Aya Ueto), es una chica muy joven casi recién salida de la adolescencia que enfrenta el fin de sus alegres años de niña rebelde y despreocupada. Ella perdió a su madre cuando niña y se crio con sus cuatro hermanos varones, por ello prefiere la compañía de los hombres, su conducta es poco femenina y un tanto masculina. Además junto con sus mejores amigos forma una banda de música rock, en donde ella es la vocalista, sin embargo, la banda se desintegra cuando otro de sus miembros, Tsukasa, debe partir a Tokio a trabajar en un banco; cuando ella y los otros miembros de la banda van a despedirlo al aeropuerto, Misaki se molesta porque sus amigos se impresionan por las auxiliares de vuelo que observan en el aeropuerto, y ella les dice que sí se pusiera un uniforme de azafata también se vería así de bien, pero sus amigos se burlan de ella. Tsukasa le dice a Misaki que él si piensa que ella se vería muy bien con el uniforme, por lo cual Misaki, que en el fondo se siente atraída por Tsukasa, toma la decisión de estudiar para convertirse en una de ellas.
Misaki se traslada a Tokio y luego de alguna peripecia consigue un apartamento donde alojarse, con Chi-Chan una extraña compañera de piso; y se presenta a los exámenes de admisión al curso de formación de asistentes de Japan Airlines (conocida como JAL, por sus siglas en inglés, la aerolínea de bandera de Japón) y sorprendentemente consigue aprobarlos. Ella cree que a partir de ese momento todo será fácil, pero pronto sus esperanzas se desvanecen cuando conoce a su estricta instructora Mikami Tamaki (Miki Maya) una prestigiosa asistente ya retirada, muy exigente con sus alumnas y especialmente con Misaki, a la que quiere inculcarle la ética profesional de la carrera y ponerla a prueba constantemente para que supere su irresponsabilidad. Entre Misaki y Mikami surge una relación de amor-odio, que va derivando a una especie de relación maternal.

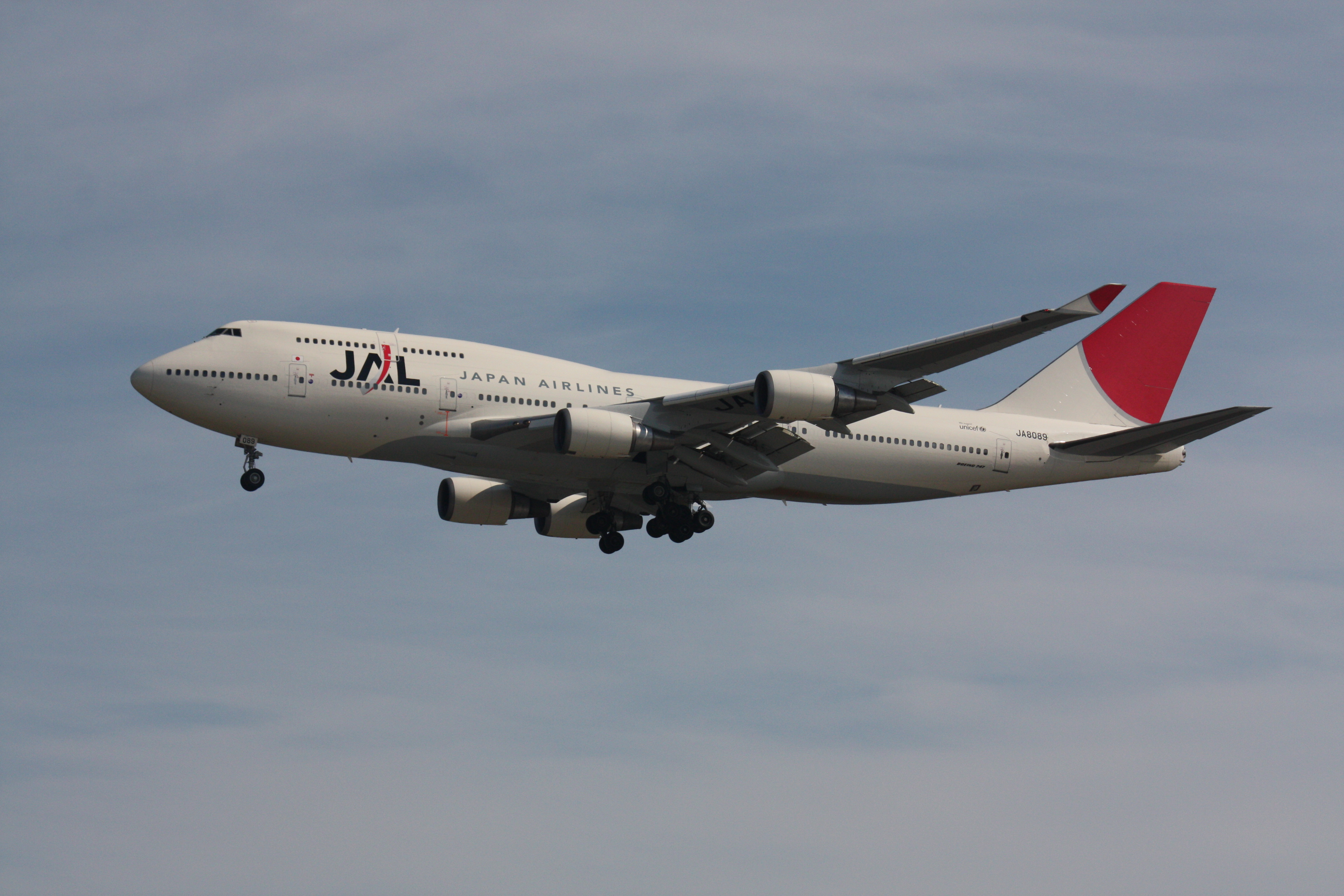
Un avión de pasajeros Boeing 747-400, similar a los utilizados en la serie con el entonces logotipo de Japan Airlines en el fuselaje.

Desde el principio ella se hace muy amiga de dos compañeras: Wakamura Yayoi (Saki Aibu) y Sekiyama Yuki (Chihiro Ōtsuka), que serán su gran apoyo y sus compañeras de aventuras en las disparatadas y divertidas peripecias que vivirá en la historia. Misaki también se hace amiga de Nakahara Shôta (Ryō Nishikido), un mecánico ingeniero aeronáutico que trabaja en JAL; y que se convierte en un potencial interés romántico para ella.
A lo largo de los once episodios de la serie se muestra el duro y exigente entrenamiento que tienen que superar las aspirantes a convertirse en azafata de JAL; un entrenamiento que la protagonista Misaki va logrando conquistar, mientras gradualmente sufre una transformación en su personalidad y se va convirtiendo en una persona madura y responsable, sin dejar de lado su alegría de vivir.
Cada episodio de la serie termina con la protagonista modelando los diferentes modelos de uniformes que han lucido las azafatas de la compañía JAL a lo largo de su historia, mientras suena la canción que es el tema principal de la serie, una versión de "Oh, Pretty Woman" (de Roy Orbison) de la cantante pop japonesa Kaela Kimura (que hace una breve actuación en uno de los episodios).

## Reparto
- Aya Ueto como Misaki Yôko, una chica que parecía la persona menos apropiada en el mundo para convertirse en azafata por su estética y personalidad de roquera gamberra, irresponsable y medio "marimacha"; sin embargo, su fuerza de voluntad y su relación con su instructora la harán sufrir una transformación radical y asumir con madurez su compromiso profesional, sin dejar de protagonizar divertidos enredos y exhibir su alegría de vivir.
- Miki Maya como Mikami Tamaki, una madura y atractiva instructora de jóvenes aspirantes a azafatas, muy estricta y exigente, para ella Misaki se convierte en su mayor desafío como instructora; aunque es dura con ella en el fondo va desarrollando un afecto casi maternal por Misaki, al mismo tiempo que la relación con la chica la obliga a enfrentar un hecho traumático de su pasado que tuvo un final trágico.
- Ryō Nishikido como Nakahara Shôta, un mecánico ingeniero aeronáutico novato que después de un comienzo difícil con Misaki termina haciéndose su amigo (aunque a menudo discutan por sus diferentes visiones de la vida); su verdadera vocación era la de ser piloto pero por razones ajenas a su voluntad tuvo que conformarse con trabajar como mecánico.
- Saki Aibu como Wakamura Yayoi, como una de las dos mejores amigas de Misaki en el curso de formación de azafatas; su padre es dueño de un pequeño restaurante y tiene un fetiche con las azafatas, algo que avergüenza a su hija.
- Chihiro Ōtsuka como Sekiyama Yuki, la otra mejor amiga de Misaki, es hija de un piloto comandante de JAL y siempre ha soñado con ser azafata, pero tiene baja autoestima y eso será un lastre para ella, además es tímida.
- Kotaro Koizumi como Shuusuke Tsutsumi, un aprendiz de copiloto, un chico alegre, algo irresponsable y sobre todo mujeriego, que se la pasa intentando seducir a las azafatas y a toda chica, excepto a Misaki que lo hace víctima de algunas de sus trastadas y que más bien lo intimida.
- Jun Inoue como Shinichiro Dazai, el jefe del departamento de formación e instrucción de azafatas, el superior directo de la instructora Mikami; es un hombre bonachón y de buen corazón, extremadamente amable y que pese a los problemas que causa siente debilidad por Misaki, y que le encanta hacer chistes tontos y malos.
- Fumiyo Kohinata como Shinya Sakurada, un piloto comandante de JAL a punto de retirarse, es íntimo amigo de la instructora Mikami (con quien trabajó a menudo cuando ella ejercía más de azafata) y en el fondo está enamorado de ella; es un hombre amable y de buenos sentimientos, que simpatiza con Misaki pero que también es estricto cuando es necesario.
- Misa Uehara como Hirota Saori, una compañera de curso de Misaki muy vanidosa que presume de su belleza, elegancia y modales refinados (además de creerse irresistible para los hombres) que al conocer a Misaki la desprecia por creerla indigna de estar en el curso de formación de azafatas y le encanta burlarse de ella, por lo que es un poco su adversaria; sin embargo, con el tiempo la relación entre las dos mejora y se hacen amigas.
- Yuko Fueki como Asou Kaoru, una azafata joven pero con varios años de experiencia y que es famosa por haber sido una de las azafatas que posaron para el calendario de JAL, por lo que en la aerolínea la admiran como sí fuera una reina de belleza; por haber sido víctima de los disparatados enredos causados por Misaki desarrolla una cierta manía contra ella, pero con el tiempo llegará a ser más condescendiente con Misaki.

## Episodios especiales

### Honolulu, Hawái
Luego de la emisión del último de los once episodios de la única temporada de la serie (emitido en Japón el 27 de junio de 2006); se decidió hacer un episodio especial adicional para continuar la historia, ante su éxito de audiencia.
El 13 de enero del 2007 se emitió Attention Please Especial Honolulu, Hawái; en este especial la protagonista Misaki, que al final de la serie ya trabajaba de azafata en los vuelos nacionales de JAL, dará un paso más en su carrera cuando sea asignada a su primer vuelo internacional con destino a Honolulu, en el estado estadounidense de Hawái. Una misión en la que le tocara trabajar con su antigua instructora Mikami, que sigue puliendo su formación.
Su primer trabajo internacional (y además su primer viaje fuera de Japón) estará rodeado de los usuales y divertidos enredos en los que suele verse envuelta; y además en su estadía en Hawái, Misaki ayudará como casamentera a una pareja formada por una hawaiana hija de japoneses y a un japonés para que puedan tener un final feliz a su historia de amor. También Misaki y Nakahara Shôta seguirán acercándose.

### Sídney, Australia
El 3 de abril del 2008 se emitió un segundo y último episodio especial, a manera de telefilme o película para televisión; Attention Please Especial Sídney, Australia.
En esta ocasión Misaki y sus dos grandes amigas trabajan en un vuelo internacional a Sídney, en Australia; en medio de divertidos líos, Misaki se empeña en ser reconocida como una azafata de reconocido prestigio internacional, ganando la atención de un blog especializado, mientras tiene problemas con una nueva aprendiz de azafata muy seria. Mientras una de sus amigas tiene problemas con su novio mujeriego y otra está preocupada por la salud de su padre.